# Кулі (Обухівський район)
Кулі́ — село в Україні, в Обухівському районі Київської області. Населення становить 124 особи.